# Corinne Maier
Corinne Maier, (Ginebra, Suiza - 7 de diciembre de 1963 (61 años)) es una economista, psicoanalista y escritora de obras de ensayo.  

## Biografía
Aunque nació en Ginebra (Suiza) se graduó por el Instituto de Estudios Políticos de París, formación que completó con dos títulos de tercer ciclo de Relaciones Internacionales y de Economía, y por una tesis en la Universidad París VIII en “Psicoanálisis y campo freudiano”. Trabaja en Bruselas y París.

## Polémicas
Sus ensayos han motivado abundantes polémicas, como su renuencia a que los demás tengan niños, siendo madre de dos hijos, su elogio de la pereza o su visión ácida sobre el mundillo intelectual.
Sus libros están inspirados por Jacques Lacan, Roland Barthes y Michel Foucault, con un marcado toque humorístico y crítico sobre el mundo actual occidental. Sus trabajos atacan a las bases mismas de la sociedad: el trabajo, la familia y la patria. Calificada como "heroína de la contracultura" por The New York Times desde el éxito mundial de su obra Buenos días Pereza. Su libro No Kid. 40 buenas razones para no tener hijos, que toma la forma de un manifiesto antinatalista, encontró un éxito amplio con quince traducciones.

## Obra
Entre otros:
- 2017 Einstein, una biografía dibujada, Norma Editorial
- 2015 Marx, una biografía dibujada, Norma Editorial
- 2013 Freud, una biografía dibujada, Norma Editorial
- 2008 No Kid. 40 buenas razones para no tener hijos, Península
- 2006 Buenos días, pereza, Peninsula
- 2006 Operación cultura, Peninsula
- 2005 Preocuparse es divertido, Peninsula
- 2004 Casanova o la ley del deseo. Nueva Vision
- 2005 Lo obsceno: la muerte en acción. Nueva Vision